# Eleição municipal de Ilhéus em 2016
A eleição municipal de Ilhéus em 2016 foi realizada para eleger um prefeito, um vice-prefeito e 19 vereadores no município de Ilhéus, no estado brasileiro da Bahia. Foram eleitos Mário Alexandre Correia de Sousa (PSD) e José Nazal Pacheco Soub para os cargos de prefeito(a) e vice-prefeito(a), respectivamente.Seguindo a Constituição, os candidatos são eleitos para um mandato de quatro anos a se iniciar em 1º de janeiro de 2017. A decisão para os cargos da administração municipal, segundo o Tribunal Superior Eleitoral, contou com 135 424 eleitores aptos e 35 422 abstenções, de forma que 26.16% do eleitorado não compareceu às urnas naquele turno.

## Antecedentes
Mário Alexandre Correia de Sousa foi vice-prefeito no governo de Newton Lima, do PSB, durante os anos de 2008 e 2012. Ambos não concorreram a reeleição no município de Ilhéus no ano de 2012. Mário Alexandre, também conhecido como Marão, é filho da deputada estadual Ângela Sousa, do PSD, que já foi vice-prefeita de Ilhéus e atualmente é deputada estadual pela Bahia, sendo a única representante da cidade na Assembleia Legislativa da Bahia. 

## Campanha
Durante sua campanha, Mário Alexandre declarou em sua proposta de governo seu compromisso com o desenvolvimento sustentável da cidade de Ilhéus. Ele também prometeu melhoria da mobilidade urbana, com a implantação de ciclovias e e ciclofaixas, ordenamento e regulação de estacionamentos de veículos e investimento em acessibilidade. Além disso, Marão se comprometeu a aumentar a estruturação dos sistemas públicos de saúde e educação do município, tanto na área urbana quanto rural.  

## Resultados

### Eleição municipal de Ilhéus em 2016 para Prefeito
A eleição para prefeito contou com 10 candidatos em 2016: Carlos Machado de Andrade Filho (PP), Adalberto Souza Galvão (PSB), Mario Alexandre Correa de Sousa (PSD), Augusto Leite de Araújo Júnior (PPS), Alzimario Belmonte Vieira (PSC), Reinaldo Soares dos Santos (PRTB), Carmelita Angela de Sousa Oliveira (PT), Cosme Araujo Santos (PDT), Andrea Dickie de Almeida Nogueira (PHS), Jorge Luiz Santos (PSOL) que obtiveram, respectivamente, 15 073, 12 355, 36 019, 0, 4 201, 2 701, 3 343, 9 127, 1 751, 1 545 votos. O Tribunal Superior Eleitoral também contabilizou 26.16% de abstenções nesse turno.
| Candidato(a)                            | Vice                            | Coligação                                                                  | Votos recebidos | Percentual |
| --------------------------------------- | ------------------------------- | -------------------------------------------------------------------------- | --------------- | ---------- |
| Mario Alexandre Correa de Sousa (PSD)   | Jose Nazal Pacheco Soub         | Juntos pra Cuidar de Ilheus (PSD, PSL, PTB, REDE, PTdoB)                   | 36.019          | 41.83%     |
| Carlos Machado de Andrade Filho (PP)    | Rodrigo Cardoso dos Santos      | Avança Ilhéus (PP, PRB, PTN, PSDB, PC do B, PV, SD, PROS, PR)              | 15.073          | 17.5%      |
| Adalberto Souza Galvão (PSB)            | Luiz Henrique Uaquim da Silva   | Ilheus, Nosso Maior Compromisso (PSB, PMDB, DEM, PSDC, PMB, PRP, PEN, PPL) | 12.355          | 14.35%     |
| Cosme Araujo Santos (PDT)               | Fred Gedeon Iii                 | Partido Democrático Trabalhista (sem coligação)                            | 9.127           | 10.6%      |
| Alzimario Belmonte Vieira (PSC)         | Claudio Rosan dos Santos Falcão | Partido Social Cristão (sem coligação)                                     | 4.201           | 4.88%      |
| Carmelita Angela de Sousa Oliveira (PT) | Mario Alves Amorim              | Partido dos Trabalhadores (sem coligação)                                  | 3.343           | 3.88%      |
| Reinaldo Soares dos Santos (PRTB)       | Nizan Lima dos Santos           | Partido Renovador Trabalhista Brasileiro (sem coligação)                   | 2.701           | 3.14%      |
| Andrea Dickie de Almeida Nogueira (PHS) | Juliana Sa Silva                | Partido Humanista da Solidariedade (sem coligação)                         | 1.751           | 2.03%      |
| Jorge Luiz Santos (PSOL)                | Jose Pereira de Souza           | Partido Socialismo e Liberdade (sem coligação)                             | 1.545           | 1.79%      |
| Augusto Leite de Araújo Júnior (PPS)    | Jorge Farias dos Santos         | Vamos Reconstruir Ilhéus                                                   | 0               | 0%         |

### Eleição municipal de Ilhéus em 2016 para Vereador
Na decisão para o cargo de vereador na eleição municipal de 2016, foram eleitos 19 vereadores com um total de 93 941 votos válidos. O Tribunal Superior Eleitoral contabilizou 2 095 votos em branco e 3 966 votos nulos. De um total de 135 424 eleitores aptos, 35 422 (26.16%) não compareceram às urnas.
| Nome                                | Partido político                       | Coligação                                       | Votos recebidos | Percentual |
| ----------------------------------- | -------------------------------------- | ----------------------------------------------- | --------------- | ---------- |
| Jamil Chagouri Ocke                 | Partido Progressista (PP)              | Partido Progressista (sem coligação)            | 2.330           | 2.48%      |
| Juarez Almeida Barbosa              | Movimento Democrático Brasileiro (MDB) | Compromisso com Ilhéus                          | 1.981           | 2.11%      |
| Aldemir Santos Almeida              | Partido Progressista (PP)              | Partido Progressista (sem coligação)            | 1.799           | 1.92%      |
| Tarcisio Santos da Paixao           | Partido Progressista (PP)              | Partido Progressista (sem coligação)            | 1.699           | 1.81%      |
| Ivo Evangelista dos Santos          | Partido Republicano Brasileiro (PRB)   | Partido Republicano Brasileiro (sem coligação)  | 1.544           | 1.64%      |
| Paulo Roberto Carqueija Monteiro    | Partido Social Democrático (PSD)       | Cuidando de Ilhéus                              | 1.524           | 1.62%      |
| Abraão Oliveira dos Santos          | Partido Democrático Trabalhista (PDT)  | Partido Democrático Trabalhista (sem coligação) | 1.483           | 1.58%      |
| Lukas Pinheiro Paiva                | Partido Socialista Brasileiro (PSB)    | Partido Socialista Brasileiro (sem coligação)   | 1.476           | 1.57%      |
| Augusto Cesar Porto Ribeiro         | Partido Democrático Trabalhista (PDT)  | Partido Democrático Trabalhista (sem coligação) | 1.176           | 1.25%      |
| Makrisi Angeli de Sa                | Partido dos Trabalhadores (PT)         | Partido dos Trabalhadores (sem coligação)       | 1.162           | 1.24%      |
| Thadeu Gomes Muniz                  | Partido Democrático Trabalhista (PDT)  | Partido Democrático Trabalhista (sem coligação) | 1.112           | 1.18%      |
| Antonio Raimundo dos Santos Matos   | Partido Social Democrático (PSD)       | Cuidando de Ilhéus                              | 1.077           | 1.15%      |
| Jerbson Almeida Moraes              | Partido Social Democrático (PSD)       | Cuidando de Ilhéus                              | 1.070           | 1.14%      |
| Evilasio Lima Valverde Filho        | Partido Socialista Brasileiro (PSB)    | Partido Socialista Brasileiro (sem coligação)   | 1.019           | 1.08%      |
| Eriverton de Oliveira Nascimento    | Partido Social Democrático (PSD)       | Cuidando de Ilhéus                              | 1.008           | 1.07%      |
| Nerival Nascimento Reis             | Partido Comunista do Brasil (PCdoB)    | Partido Comunista do Brasil (sem coligação)     | 1.008           | 1.07%      |
| Marcos Fabricio Oliveira Nascimento | Partido Socialista Brasileiro (PSB)    | Partido Socialista Brasileiro (sem coligação)   | 926             | 0.99%      |
| Paulo Santos da Anunciação          | Partido Verde (PV)                     | Partido Verde (sem coligação)                   | 874             | 0.93%      |
| Gilvandro Gomes Doria               | Partido Verde (PV)                     | Partido Verde (sem coligação)                   | 746             | 0.79%      |

## Análise
Como Mário Alexandre de Sousa já governou o município de Ilhéus sendo vice-prefeito do político Newton Lima, existe uma expectativa de que seu mandato seja similar ao governo anterior. O atual prefeito se aproxima politicamente de alguns integrantes da administração Newton Lima, o que também demonstra essa relação. 
Durante a cerimônia de posse, Marão lembrou da importância da gestão pública ter um lado humanista, ressaltando o papel dos secretários para com a população ilheuense. Além disso, também marcou compromisso com o programa Cidades Sustentáveis.
Mário Alexandre e o vice-prefeito José Nazal foram empossados no dia 1º de janeiro de 2017 para seu primeiro mandato. 